# Harald Swedner
Hugo Harry Rodney Harald Swedner, född 28 maj 1925 i Vittsjö, Kristianstads län, död 17 juli 2004 i Vittsjö, var en svensk sociolog.
Swedner studerade bland annat den omgivande miljöns betydelse för attityd- och vanebildning, kultursociologiska frågor, sociologisk metodik och samhällsförändring i relation till socialt arbete. Han skrev böcker, några tillsammans med sin hustru, Gunnel Swedner. Han har också publicerat ett par diktsamlingar (räknas som medlem av Lundaskolan), flera med hembygden som tema. Han tog initiativ till Sommarakademin i Vittsjö som ägnar sig åt lokalhistoriska studier. År 1999 fick han Hässleholms kulturpris för att han bidragit till att göra Göingebygdens kultur känd för en bredare publik.

## Karriär
Swedner arbetade år 1955 som amanuens, assistent, biträdande lärare och extra universitetslektor vid Lunds universitet. År 1960 blev han filosofie doktor och docent i sociologi vid samma universitet och redan året därpå tf. professor. Han blev sedermera universitetslektor 1962, biträdande professor 1965 och sedan Sveriges första professor i socialt arbete vid Göteborgs universitet 1979. Åren 1992–1993 var han gästprofessor vid Doshiska University i Kyoto och därefter vid vårdhögskolan i Göteborg 1993–1995.
År 1964 myntade Swedner begreppet finkultur i svensk kulturdebatt.
Utöver den akademiska karriären var Swedner ordförande i europeiska sektionen av Inter-University Consortium for Social Development 1979 och blev även filosofie hedersdoktor vid Tammerfors universitet 1985. Makarna Swedner är begravda på Vittsjö kyrkogård.